# Joseph Collyer

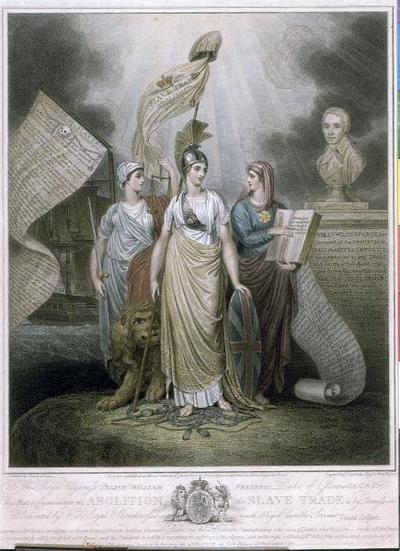
Grabado de Joseph Collyer para conmemorar la abolición de la trata de esclavos por el Parlamento británico en 1807. (reproducción de una pintura de Henry Moses)

Joseph Collyer (14 de septiembre de 1748 – 24 de diciembre de 1827), también llamado Joseph Collyer el joven, fue un grabador inglés miembro de la Royal Academy of Arts que cuenta entre sus obras la elaboración en grabado del retrato de la reina consorte británica, Carlota de Mecklemburgo-Strelitz, esposa de Jorge III del Reino Unido.

## Vida y obra
Collyer el joven nació en Londres, fue hijo de Joseph Collyer, editor y traductor, y de Mary Collyer, traductora y novelista. Estudió por un corto tiempo con el grabador Anthony Walker y se dedicó a las ilustraciones de libros con éxito. Atrajo la atención de John Boydell y fue contratado para hacer un grabado de una obra de David Teniers. En 1761, fue galardonado con un premio de la Royal Society of Arts. Expuso por primera vez en la Royal Academy en 1770 y fue admitido como estudiante en 1771.
Sir Joshua Reynolds le permitió reproducir dos de sus cuadros, Venus y Una, como grabados de tiza (un tipo de grabado punteado). Grabado algunas placas grandes incluyendo, The Volunteers of Ireland de Francis Wheatley, publicado en 1784. En 1786, fue elegido grabador miembro de la Royal Academy of Arts y nombrado grabador de retratos de la reina Carlota. En 1815, fue el guardián principal de la empresa Worshipful Company of Stationers and Newspaper Makers.

Entre sus grabados de retratos se pueden mencionar el de Carolina de Brunswick-Wolfenbüttel, en ese entonces princesa de Gales, y el de su hija, la princesa Carlota Augusta de Gales (1799); George, duque de Montagu (1793); Sir Charles Grey, K.B. (1797); Sir Joseph Banks (1789); Qian Long, emperador de China (1796); Thomas Newton, obispo de Bristol; Mary Palmer (1785); William Whitehead (1787); Paul Whitehead (1776); y Sir William Young. Collyer grabó también las ilustraciones de Naval History de Hervey, además de varias placas reproduciendo pinturas de Michael Angelo Rooker. Expuso por última vez en la Royal Academy en 1822 y murió el 24 de diciembre de 1827. El grabador James Heath fue uno de sus discípulos.